# Tomáš Dytrych
Tomáš Dytrych (20. prosince 1884 Brodek u Přerova – 12. května 1951 Tišnov) byl český a československý politik a meziválečný senátor Národního shromáždění ČSR za Československou stranu lidovou.

## Biografie
Větší část života prožil v obci Vícemilice u Bučovic. Působil jako hospodářský správce cukrovaru ve Vyškově, poté jako správce panství Račice u Vyškova a následně panství v Bohdalicích. V roce 1926 koupil statek ve Vícemilicích, který obhospodařovával až do roku 1938, kdy statek pronajal. Zajímal se o agrární problematiku. Působil jako šéfredaktor Zemědělského zpravodaje v Brně. Byl členem ČSL a působil i v jejích ústředních orgánech. Zasloužil se o rozvoj Bučovicka a roku 1931 obdržel čestné občanství města Bučovice.
V parlamentních volbách v roce 1935 získal senátorské křeslo v Národním shromáždění. V senátu setrval do jeho zrušení v roce 1939, přičemž krátce předtím ještě v prosinci 1938 přestoupil do nově vzniklé Strany národní jednoty. Profesí byl rolníkem z Vícemilic. Jeho bratr Josef Dytrych byl známým zvonařem z Brodku u Přerova.
Zemřel v sanatoriu v Tišnově.